# Burg Bärenberg
Die Burg Bärenberg, auch Bärenburg oder Weiberzahn genannt, ist die Ruine einer Spornburg bei Königsfeld im Schwarzwald im Schwarzwald-Baar-Kreis in Baden-Württemberg. Die Spornburg liegt bei rund 718 Meter über Normalnull auf einem Sporn des Hutzelberges.
Die Burg wurde vermutlich Ende des 11. Jahrhunderts von den Herren von Burgberg (Dienstleute der Herrn von Falkenstein und von Zimmern) erbaut und erstmals 1116 erwähnt. Weitere Besitzer waren die Herren von Geroldseck und die Grafen von Württemberg. Von dem mächtigen Turm aus grob behauenen Quadern sind nur geringe Reste vorhanden sowie der Halsgraben. Die um 1116 erbaute Burg Burgberg diente der Burg Bärenberg als Gefängnis.